# Figueiró do Campo
Figueiró do Campo es una freguesia portuguesa del concelho de Soure, con 8,91 km² de superficie y 1.673 habitantes (2001). Su densidad de población es de 187,8 hab/km².